# Monasterio de Zedazeni

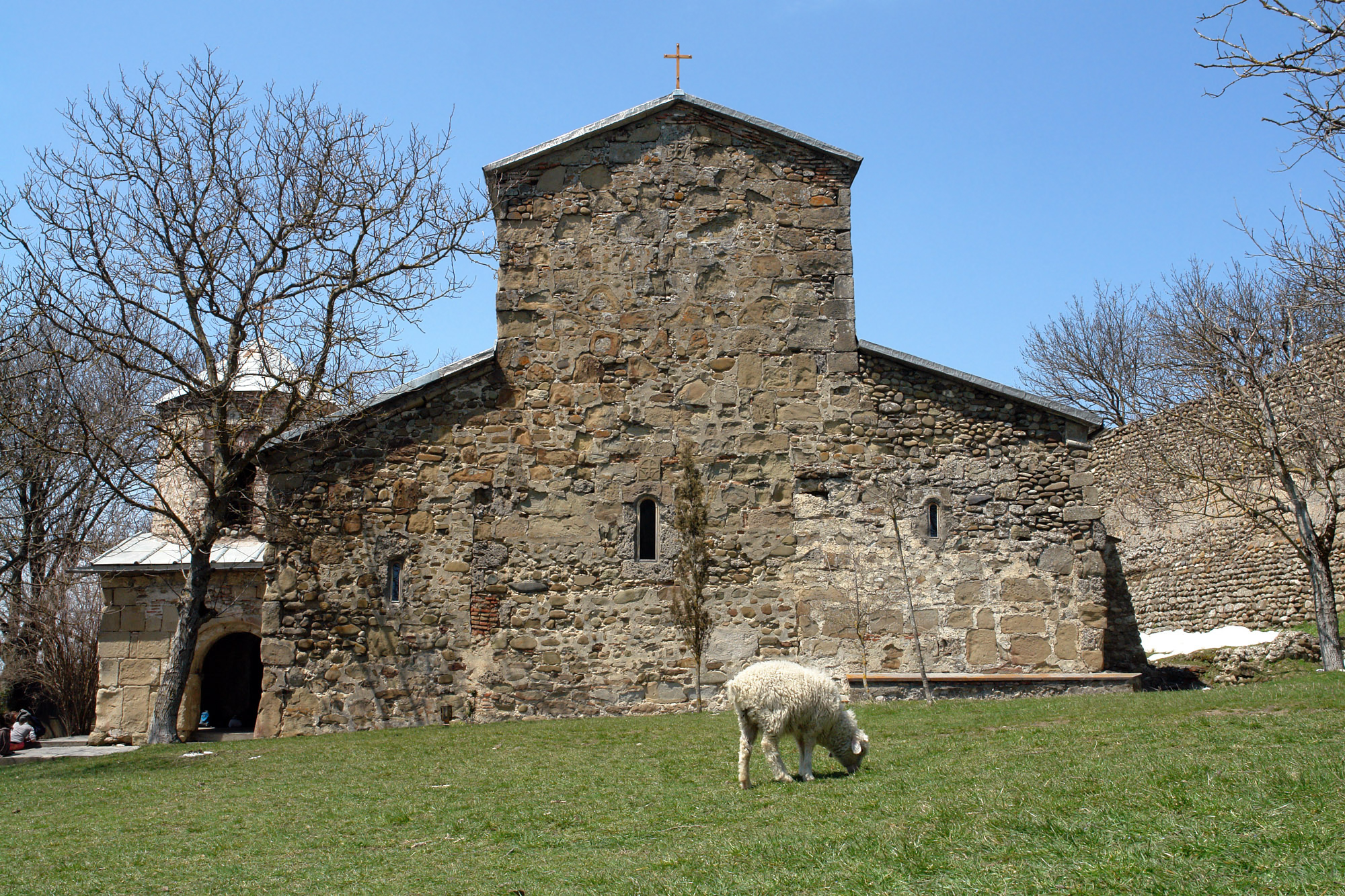
El monasterio zedazeni

Monasterio Zedazeni ( en georgiano: ზედაზნის მონასტერი) es un monasterio ortodoxo georgiano, ubicado en la montaña Zedazeni, en las colinas de Saguramo, al noreste de Mtskheta y al lado este del río Aragvi. 
El monasterio fue fundado por San Juan, uno de los Santos Padres Asirios de Georgia, cuya misión era fortalecer el cristianismo en la región. 

## Historia
San Juan fundó el monasterio en la década de 540 (siglo VI) en la montaña Zedazeni, donde antes del cristianismo solía existir un culto a Zaden, ídolo de la fecundidad. En el siglo XVII, el monasterio fue abandonado después de que Georgia fue destruida por Shah Abbas I. En la iglesia donde Juan fue enterrado, el estanque está lleno solo el 7 de mayo, cuando muchos peregrinos acuden a su fiesta. Desde el monasterio de Zedazeni, el monasterio de Jvari puede verse con facilidad. 
En el período soviético, en particular en 1938 y 1970 - 1971 se realizaron actividades de limpieza y embellecimiento del monasterio. 
Este monasterio se menciona en el poema "Fusión" de Mijaíl Lérmontov.